# Land of Plenty
Land of Plenty is een Amerikaanse dramafilm uit 2004 onder regie van Wim Wenders.

## Verhaal
Lana heeft jarenlang in het buitenland gewoond met haar vader. Ze keert terug naar de VS om er te studeren. Ze gaat er op zoek naar de broer van haar overleden moeder, een verbitterde veteraan van de Vietnamoorlog. Na een dramatische gebeurtenis vinden de twee familieleden steun bij elkaar.

## Rolverdeling
- Michelle Williams: Lana
- John Diehl: Paul
- Shaun Toub: Hassan
- Wendell Pierce: Henry
- Richard Edson: Jimmy
- Burt Young: Sherman
- Yuri Elvin: Elvin
- Jeris Poindexter: Charles
- Rhonda Stubbins White: Dee Dee
- Victoria Thomas: Verslaggever
- Matthew Kimbrough: Nieuwslezer
- Paul West: Politieagent
- Jeffrey Vincent Parise: Assistent-patholoog
- Christa Lang: Vrouw in woonwagenpark
- Warren Stearns: Begrafenisondernemer